# Liado Hayk
Liado Hayk és un camp volcànic format per una dotzena de maars i cons de cendres molt espaiats amb camps de lava associats a la plana de l'Awash, al nord-est del volcà Dofen. El cim s'eleva fins als 878 msnm.